# Orentano
Orentano è una frazione del comune italiano di Castelfranco di Sotto, nella provincia di Pisa, in Toscana.

## Geografia fisica

### Territorio
L'abitato si trova ai margini occidentali di un vasto territorio di 35–40 m di altitudine media s.l.m. che in origine costituiva un'isola circondata dal mare. 
Confina con il comune di Bientina, percorribile sulla SP3 bientinese che porta ad Altopascio, inoltre, dista 23 km dal capoluogo comunale. 

### Clima
Dati: SIRA Toscana
| Mese               | Mesi | Mesi | Mesi | Mesi | Mesi | Mesi | Mesi | Mesi | Mesi | Mesi | Mesi | Mesi | Stagioni | Stagioni | Stagioni | Stagioni | Anno |
| Mese               | Gen  | Feb  | Mar  | Apr  | Mag  | Giu  | Lug  | Ago  | Set  | Ott  | Nov  | Dic  | Inv      | Pri      | Est      | Aut      | Anno |
| ------------------ | ---- | ---- | ---- | ---- | ---- | ---- | ---- | ---- | ---- | ---- | ---- | ---- | -------- | -------- | -------- | -------- | ---- |
| T. max. media (°C) | 11,0 | 12,1 | 15,4 | 19,2 | 23,5 | 27,3 | 30,4 | 30,6 | 27,0 | 21,3 | 15,9 | 12,3 | 11,8     | 19,4     | 29,4     | 21,4     | 20,5 |
| T. min. media (°C) | 1,3  | 1,9  | 4,7  | 7,5  | 10,5 | 13,4 | 16,0 | 16,1 | 13,4 | 9,9  | 6,0  | 2,4  | 1,9      | 7,6      | 15,2     | 9,8      | 8,6  |

## Storia

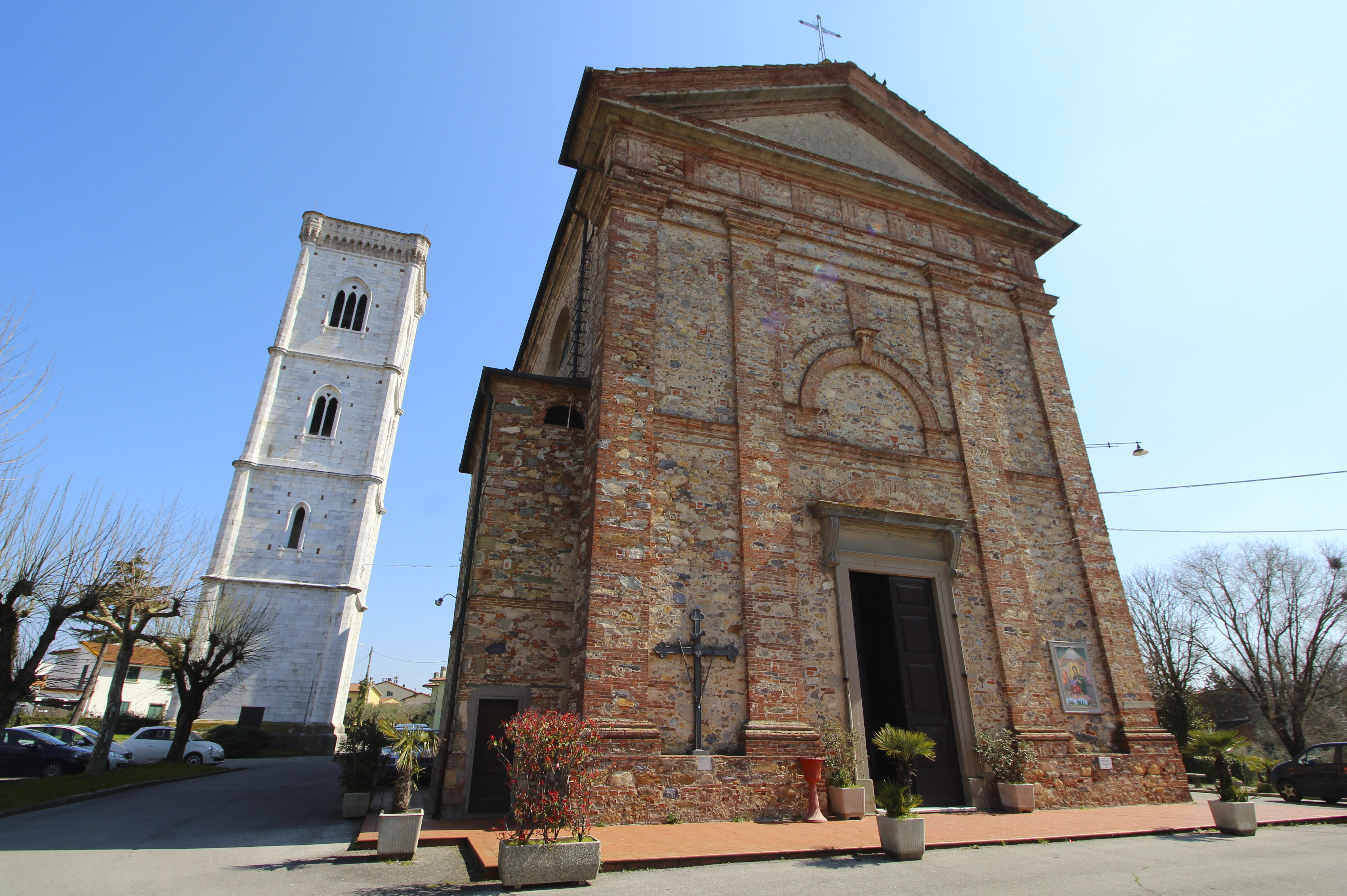
La chiesa di San Lorenzo

La prima citazione di Orentano risale all'anno 849 e testimonia della presenza di una ecclesia (chiesa) e di un castrum (fortificazione): in quest'epoca il villaggio era sottoposto all'abbazia di Sesto: il giuramento dei capifamiglia si mantenne fino al 1279. Alla fine del Duecento i capifamiglia di Orentano si sottoposero a Fucecchio, il centro più importante del vicino Valdarno, sede del vicario vescovile. Nel 1330 insieme ai comuni del Valdarno di Sotto si sottomise mediante un trattato al dominio di Firenze. La peste del 1348 spopolò completamente il villaggio e le contese per la divisione del suo territorio tra i comuni di Fucecchio, a cui erano soggetti gli originali abitanti, e i nuovi comuni di Castelfranco e di Santa Croce, che ne avevano acquistato gran parte dai signori di Montefalcone, spinse Firenze ad intervenire: con un lodo arbitrale del 1418 venne stabilita la via Francigena come confine tra Fucecchio e gli altri due comuni.
Il ripopolamento del territorio si ebbe con lo "Statuto dei poderi di Cerbaia", emanato nel 1538 dai due comuni di Castelfranco e di Santa Croce, che istituì circa 40 poderi assegnati mediante gara pubblica ad libellum. I poderi in origine vennero affittati, successivamente dati in enfiteusi permanente e infine divennero di proprietà delle famiglie assegnatarie.
I registri parrocchiali indicano circa 1.000 abitanti nel 1750, 1.700 nel 1841 e 3.200 nel 1910 Nella seconda metà dell'Ottocento l'aumento delle aree coltivate aveva determinato l'arrivo di nuove famiglie di mezzadri e la formazione di nuovi poderi. Le attività si erano ampliate anche in seguito al prosciugamento del lago ad opera del granducato di Toscana, completato nel 1859. Venne inaugurata una nuova chiesa parrocchiale e si sfruttarono i giacimenti di torba nella zona della bonifica, con un'attività di estrazione che proseguì fino alla prima guerra mondiale.
A partire dal 1890 si manifestò il fenomeno dell'emigrazione, inizialmente in Brasile e quindi negli Stati Uniti, con 280 sbarchi a Ellis Island tra il 1900 e il 1914, indirizzati principalmente verso le città di Chicago e di San Francisco.
I caduti della prima guerra mondiale furono 70.
Nel 1907 dopo trent'anni di lavori venne inaugurato il campanile, ispirato al campanile di Giotto a Firenze. Nel 1910 tutto il territorio della parrocchia per decreto reale venne riunita sotto il comune di Castelfranco di Sotto.
Con l'avvento del periodo fascista nel 1930 venne inaugurato il Monumento ai caduti in guerra, con la scultura di un Fante in bronzo. A partire dagli anni trenta l'attività agricola a conduzione familiare venne progressivamente abbandonata e i terreni rimasti incolti sono stati presi in affitto da aziende agricole (mais, grano, cocomeri). Si sono inoltre sviluppate attività produttive artigianali e strutture ricettive (agriturismi).
Inoltre un personaggio storio di orentano è stato il “Brigante dell’orcino” ma chi era veramente?
Il brigante dell’Orcino, conosciuto anche come Raffaello Picchi, è una figura leggendaria legata al territorio di Orentano, in provincia di Pisa. Nato ad Altopascio nel 1798, venne soprannominato inizialmente “Norcino” per la sua attività da salumiere, ma il nome si trasformò col tempo in “Orcino”, diventando simbolo di un brigante scaltro, ribelle e furbissimo, capace di sfuggire più volte alla giustizia.
La sua fama nacque tra le campagne delle Cerbaie, dove visse compiendo furti, imbrogli e beffe contro i ricchi e le autorità, senza però essere ricordato come un assassino. Anzi, molti lo consideravano un uomo del popolo, quasi un “Robin Hood toscano”, anche se rubava principalmente per sé stesso.
Secondo la leggenda, l’Orcino, prima di fuggire in America, avrebbe nascosto un tesoro nei boschi attorno a Orentano. Questa storia ha dato vita a racconti tramandati per generazioni. Negli anni '50, un uomo del posto cercò davvero il tesoro scavando in piazza, ma senza trovar nulla. Tuttavia, la speranza che quel bottino sia ancora lì nascosto alimenta il mito ancora oggi.

## Cultura

### Eventi
CARNEVALE DEI BAMBINI:
Dal 1956 vi si svolge ogni anno (esclusa l’edizione 2021 causa Covid-19) il “Carnevale dei bambini", con sfilata di carri allegorici i quali vengono modernizzati pressoché ogni anno in base alle mode cinematografiche/cartoni animati. Attualmente i carri sono: Lo storico treno munito di vagoni che sfila da oltre 50 anni, Un “pullman” dedicato alla Famiglia addams nel quale viene riprodotta musica per ragazzi,un carro il quale rappresenta la casa di topolino, un carro dedicato al Libro della giunga, un carro dedicato a Frozen e infine un carro dedicato alla casa di barbie. L’evento si svolge in “Via Martiri della Libertà”, via principale la quale attraversa il paese. Durante il carnevale la via viene abbellita e festa e data la fama dell’evento vi sono molteplici stand di cibo tipico della zona e giostre in stile “luna park” per bambini e ragazzi.
SAGRA DEL BIGNÈ:
Nella prima domenica dopo ferragosto, in occasione dei festeggiamenti per il patrono San Lorenzo,  si svolge la Sagra del Bignè. Ogni estate dal 1968 i pasticceri orentanesi emigrati in varie zone d’Italia tornano in paese collaborando all’organizzazione della festa. Dal 1987 la festa presenta anche la sfilata del Dolcione, ossia un dolce gigante che riproduce monumenti celebri rivestiti di bignè. la settimana in cui si svolge la festa viene chiamata “Agosto orentanese” perché, seppur incentrata sulla sfilata del dolcione nei giorni antecedenti a essa vi si svolgono attività come: Silent party, spettacolo pirotecnico, 2 tombole di beneficenza e molte altre attività. 
SAGRA DELLA PIZZA
Dal 1983 a orentano si svolge la “Sagra della pizza” la quale dura dalle 4 alle 6 settimane e attraversa i mesi di giugno e luglio. Inizialmente la sagra si svolgeva in centro al paese ma dal 2011 con l’acquisto di un terreno in “Via della chiesa” l’evento è stato spostato lì. La sagra si regge principalmente sul volontariato dei camerieri, principalmente ragazzi che si impegnano tutti gli anni per la riuscita della sagra, ma anche grazie al Gruppo Scout 1 di Orentano e della Filarmonica Leone Lotti.